# Carlo Frabetti
Carlo Frabetti (Bolonia, 1945) es un matemático, escritor y crítico de historietas de origen italiano, pero residente en España y cuya producción está mayoritariamente en castellano.Es miembro de la Academia de Ciencias de Nueva York; se dedica especialmente a la divulgación científica y la literatura infantil y juvenil. Políticamente se define como activista feminista.

## Biografía
Aunque de origen italiano, reside en España (Gerona) y escribe habitualmente en castellano.  Ha publicado más de cincuenta libros, muchos de ellos para niños y jóvenes, entre los que destacan La magia más poderosa (1994), Malditas matemáticas (2000) y la serie del Mundo Flotante (2001-2005). En 2007 recibió el Premio El Barco de Vapor por su novela Calvina. Creador y guionista de La bola de cristal y otros programas de televisión, también se interesa de forma muy especial por la cultura de la imagen. Con dibujo de Miguel Navia (quien ya había ilustrado alguna de sus novelas) publicó dos cómics: El parque de la luna (SM, 2008) y Nevermore (SM, 2009).
En televisión, escribió y dirigió La bola de cristal y El duende del globo.
Es presidente de la Asociación Contra la Tortura y miembro fundador de la Alianza de Intelectuales Antiimperialistas, y fue vicepresidente de la Asociación de Escritores y Artistas del Orbe (AEADO).

## Premios
- 1998: ganó el Premio Jaén de Narrativa Juvenil con el libro titulado El gran juego y fue finalista del mismo con El ángel terrible (ambos de Editorial Alfaguara)
- 2007: ganador del Premio El Barco de Vapor por el libro Calvina.
- 2019: ganador del Premio Cervantes Chico de Literatura Infantil y Juvenil, en reconocimiento de su obra.
- 2020: ganó el premio SM El Barco de Vapor por su obra ¿Quién quieres ser?[2]

## Obra
Carlo Frabetti ha publicado más de cuarenta libros, entre los que destacan El bosque de los grumos y los protagonizados por el enano Ulrico (La magia más poderosa, Ulrico y las puertas que hablan, Ulrico y la llave de oro). Escribió con Franco Mimmi Amanti latini, la storia di Catullo e Lesbia, 2001.
- La magia más poderosa
- Ulrico y las puertas que hablan
- Ulrico y la llave de oro
- Ulrico y la flecha de cristal
- Malditas matemáticas. Alicia en el país de los números
- El ángel terrible
- Calvina
- El vampiro vegetariano
- El mundo inferior
- El palacio de las cien puertas
- La casa infinita
- El libro infierno
- El gran juego
- Maldita física